# POKEY

Atari POKEY (C012294) pin-out

POKEY – układ wejścia-wyjścia stworzony w latach 70. przez firmę Atari Inc., stosowany w całej  rodzinie 8-bitowych Atari, a także w różnych konsolach oraz automatach do gier. Układ POKEY, oznaczony numerem katalogowym CO12294, posiada 40 pinów i pełny szereg funkcji, w tym: generowanie dźwięku, obsługę klawiatury, portu szeregowego i potencjometrów, a także generowanie liczb pseudolosowych. Nazwa pochodzi od słów potentiometer and keyboard chip – potencjometr (Paddle) i klawiatura.
Generowanie dźwięku za pomocą POKEY
POKEY dysponuje czterema kanałami audio, z których każdy ma możliwość indywidualnej regulacji częstotliwości, poziomu szumu i natężenia dźwięku.
Każdy kanał ma 8-bitowy dzielnik częstotliwości i 8-bitowy rejestr do wyboru szumu i głośności:

AUDIOF1 do AUDIOF4 – rejestry częstotliwości (ang. audio frequency),

AUDC1 do AUDC4 – rejestry głośności i szumów (ang. audio control),

AUDCTL – wspólny rejestr do sterowania generatorami.

## Opis rejestrów AUDIOC1-4
Bit 0-3Sterowanie natężeniem dźwięku od 0 do F.
Bit 4Kontrola dzielnika częstotliwości dźwięku: "1" włączony, "0" wyłączony. Kiedy dzielnik częstotliwości jest wyłączony, generowane są stałe dźwięki o natężeniu dźwięku zapisanym w bitach 0-3.
Bit 5-7Rejestry przesuwające odpowiedzialne za szumy – distortion:
000 = rejestr 5-bitowy i 17-bitowy
001 = rejestr 5-bitowy
010 = rejestr 5-bitowy i 4-bitowy
011 = rejestr 5-bitowy – dubluje się, nie jest używany
100 = rejestr 17-bitowy
101 = bez rejestru przesuwającego – czyste tony
110 = rejestr 4-bitowy
111 = bez rejestru przesuwającego – dubluje się, nie jest używany
Generacja losowych szumów odbywa się poprzez odczyt górnych 8 bitów 17-bitowego rejestru przesuwającego. Rejestry te taktowane są częstotliwością 1,79 MHz w systemie NTSC, zaś PAL wykorzystuje 1,77 MHz, jednak ich wyjścia mogą być próbkowane niezależnie przez cztery kanały audio, w tempie dzielnika częstotliwości danego kanału.

## Opis rejestru AUDIOCTL
"1" oznacza włączony, chyba że napisane jest inaczej:
Bit 0 (15 KHz)wybór taktowania dzielników częstotliwości "0" – 64 KHz, "1" – 15 KHz 1,
Bit 1 (FI2+4)filtr górnoprzepustowy dla kanału 2 taktowany częstotliwością kanału 4,
Bit 2 (FI1+3)filtr górnoprzepustowy dla kanału 1 taktowany częstotliwością kanału 3,
Bit 3 (CH4+3)połączenie dzielników 4+3 dla uzyskania dokładności 16-bitowej,
Bit 4 (CH2+1)połączenie dzielników 2+1 dla uzyskania dokładności 16-bitowej,
Bit 5 (1,79CH3)taktowanie kanału 3 częstotliwością "0" – 1,77 MHz PAL, "1" – 1,79 MHz NTSC,
Bit 6 (1,79CH1)taktowanie kanału 1 częstotliwością "0" – 1,77 MHz PAL, "1" – 1,79 MHz NTSC,
Bit 7 (POLY9)służy do przełączania rejestru przesuwającego "0" – 17-bit, "1" – 9-bit.
Wszystkie cztery dzielniki częstotliwości (AUDIOF) mogą być równocześnie taktowane 64 KHz lub 15 KHz. Dzielniki częstotliwości 1 i 4 mogą być taktowane na przemian zegarem CPU (1,79 MHz jeżeli jest to NTSC, a gdy jest to PAL - 1,77 MHz). Dzielniki częstotliwości 2 i 4 mogą być taktowane na przemian wyjściem dzielników 1 i 3, dzięki temu układ POKEY umożliwia łączenie ze sobą kanałów 8-bitowych, tak by uzyskany dźwięk miał dokładność 16-bitową. Kanały można skonfigurować na poniższe sposoby:
- cztery kanały 8-bitowe
- dwa kanały 8-bitowe i jeden kanał 16-bitowy
- dwa kanały 16-bitowe

## Dodatkowe informacje
Każda operacja wejścia-wyjścia powoduje zmianę wartości rejestrów sterujących generatorami, dlatego podczas korzystania z układu Pokey do generowania dźwięku, po każdej takiej operacji powinno się go od nowa inicjować. Należy wprowadzić wartość 3 do rejestru $D20F oraz 0 do rejestru $D208.

## Szeregowy port wejścia wyjścia
Składają się na niego:
- szeregowa linia wejścia
- szeregowa linia wyjścia
- szeregowa linia zegara wyjścia
- dwukierunkowa szeregowa linia danych zegara
- rejestry SKRES, SEROUT, SERIN, SKCTL, SKSTAT

## Osiem przerwań IRQ
- BREAK – przerwanie klawisza BREAK
- K – (keyboard) przerwanie klawiatury
- SIR – (if serial input ready) przerwanie odczytu z szyny szeregowej
- ODN – (if output data needed) przerwanie zapisu na szynę szeregową
- XD – (if exmitend Data) przerwanie końca transmisji szeregowej
- T1 – (timer 1) przerwanie licznika nr 1
- T2 – (timer 2) przerwanie licznika nr 2
- T4 – (timer 4) przerwanie licznika nr 4

Przerwania mogą zostać włączone lub wyłączone programowo za pomocą rejestru IRQEN. Rejestr IRQSTAT zawiera status przerwań.

## Klawiatura
Sześcioklawiszowy rejestr aktualnie wciśniętych klawiszy (K0 K5) przechowuje wartości od 00 do 3F. Znajdują się tutaj dwie wartości sterujące. Jedna z nich pełni rolę deszyfratora wszystkich 6 wartości. Druga wartość sterująca jest przeznaczona do dekodowania znaków specjalnych CTRL, SHIFT i BREAK.

## Potencjometry
Osiem portów do mierzenia czasu narastania wejścia. Każde wejście ma 8-bitowy licznik, odmierzający czas przy wyświetlaniu każdej kolejnej linii telewizyjnej. Każde wejście ma także tranzystor zrzutu, który można włączyć lub wyłączyć programowo.

## Inne cechy
POKEY oferuje trzy timery używające kanałów audio (resetujące się po każdym ich użyciu) oraz generator liczb losowych.

## Tabela rejestrów pokey'a
| Rejestr | Zapis  | Zapis                                 | Odczyt  | Odczyt                                         |
| ------- | ------ | ------------------------------------- | ------- | ---------------------------------------------- |
| Rejestr | Nazwa  | Opis                                  | Nazwa   | Opis                                           |
| $D200   | AUDF1  | częstotliwość kanału 1                | POT0    | potencjometr nr 0                              |
| $D201   | AUDC1  | generator kanału 1                    | POT1    | potencjometr nr 1                              |
| $D202   | AUDF2  | częstotliwość kanału 2                | POT2    | potencjometr nr 2                              |
| $D203   | AUDC2  | generator kanału 2                    | POT3    | potencjometr nr 3                              |
| $D204   | AUDF3  | częstotliwość kanału 3                | POT4    | potencjometr nr 4                              |
| $D205   | AUDC3  | generator kanału 3                    | POT5    | potencjometr nr 5                              |
| $D206   | AUDF4  | częstotliwość kanału 4                | POT6    | potencjometr nr 6                              |
| $D207   | AUDC4  | generator kanału 4                    | POT7    | potencjometr nr 7                              |
| $D208   | AUDCTL | kontrola nad kanałami audio           | POTSTAT | odczyt wszystkich 8 linii portu potencjometrów |
| $D209   | STIMER | uruchomienie timera                   | KBCODE  | kod ostatnio wciśniętego klawisza              |
| $D20A   | SKRES  | reset statusu portu szeregowego       | RANDOM  | wartość generatora liczb losowych              |
| $D20B   | POTGO  | rozpocznij sekwencje skanowania portu |         |                                                |
| $D20C   |        |                                       |         |                                                |
| $D20D   | SEROUT | rejestr wyjściowy portu szeregowego   | SERIN   | rejestr wejściowy portu szeregowego            |
| $D20E   | IRQEN  | aktywacja przerwań IRQ                | IRQSTAT | status przerwań IRQ                            |
| $D20F   | SKCTL  | kontrola nad portem szeregowym        | SKSTAT  | status portu szeregowego                       |